# Dvomisao
Dvomisao ili duplozofija (engl. Doublethink) filozofski je i lingvistički koncept koji je engleski pisac George Orwell izložio u svom romanu Tisuću devetsto osamdeset četvrtoj. Njime je, u teoriji i praksi fiktivne države Oceanije, opisao sposobnost neke osobe da istovremeno prihvaća dva stava koji su međusobno isključivi. Po Orwellu dvomisao omogućava totalitarnim režimima nalik na onaj u romanu da opstaju putem svjesne laži koja se istovremeno prihvaća kao neupitna istina.
Primjer dvomisli u romanu su nazivi glavnih državnih ministarstava koji predstavljaju suprotnost njihovih djelatnosti. Tako Ministarstvo mira vodi stalni rat, a Ministarstvo istine kroz propagandu bezočno laže.

## Vanjske poveznice
- "From 1984 to One-Dimensional Man.." by Douglas Kellner
- Commentary by Karen von Hardenberg of The Trincoll Journal